# Veronika Kočí
Veronika Kočí (Ostrava, 1981) è una danzatrice su ghiaccio ceca.

## Biografia
È nota al pubblico televisivo italiano per aver partecipato alla prima ed alla seconda edizione del programma televisivo di Rai Uno "Notti sul ghiaccio", condotto da Milly Carlucci.
Nella prima edizione ha affiancato Milo Infante, vincendo il terzo premio. 
Inizia la sua attività a 4 anni nel club di pattinaggio artistico della sua città, Ostrava.
Nel 1996 vince il campionato nazionale della Repubblica Ceca, affermazione che bissa 12 mesi dopo negli Juniores.
Nel 1999, insieme ai campioni olimpionici e mondiali Radka Kovaříková e Rene Novotny, partecipa al musical sul ghiaccio dedicato ai motivi delle fiabe russe “Mrazik”.